# Thurner (Teis)

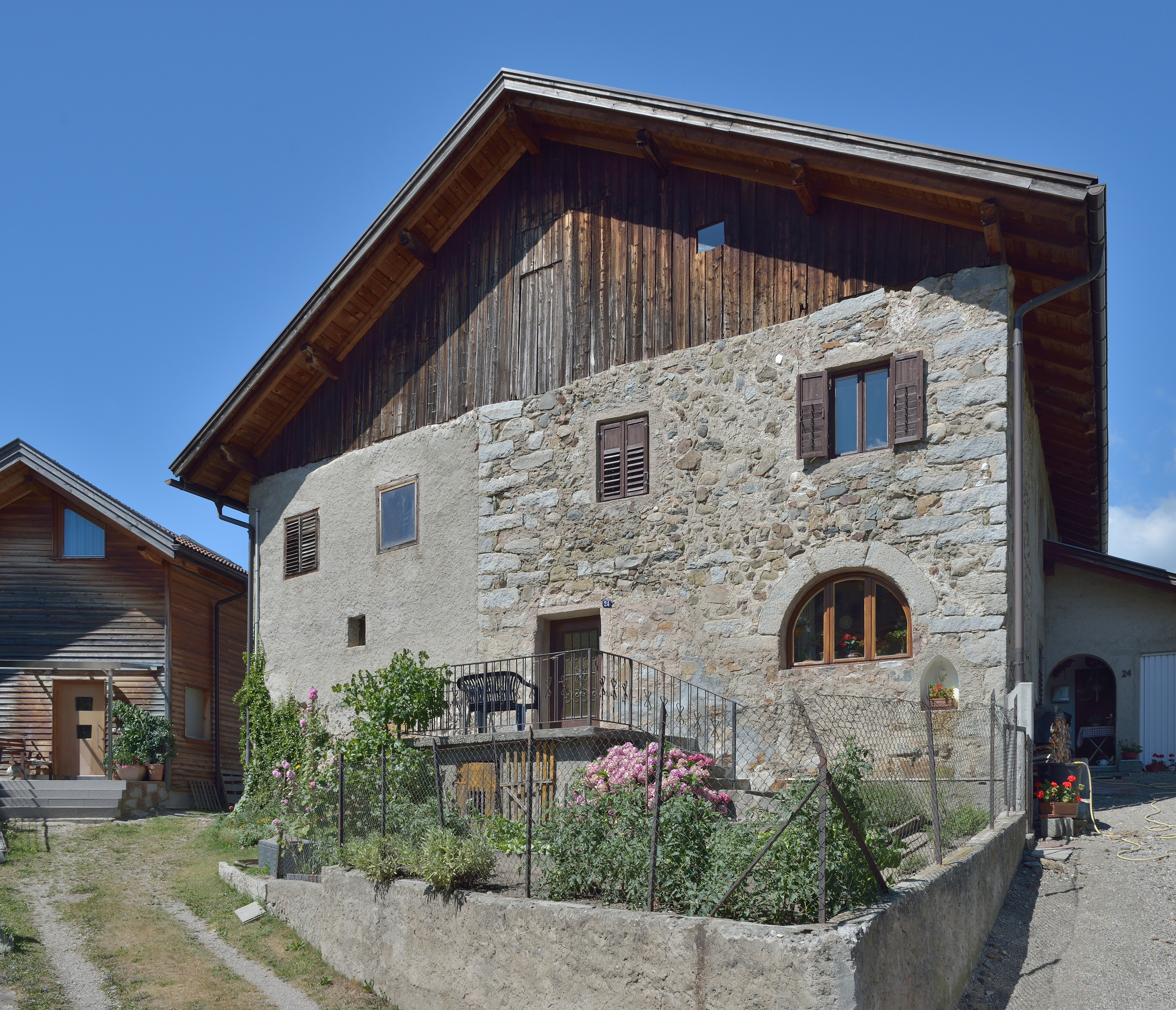
Thurner in Teis

Thurner, auch Turnerhof, ist ein ehemaliger Ansitz in Teis, einer Fraktion der Gemeinde Villnöß in Südtirol.

## Geschichte
Die erste schriftliche Erwähnung stammt aus den Jahren 1224/25 bzw. 1241. Als Erbauer gilt das ortsadlige Geschlecht der Herren von Teis. Ursprünglich handelte es sich bei dem Stammsitz um einen quadratischen Wohnturm mit Buckelquadern, der im Kern noch teilweise erhalten ist. Das Rittergeschlecht das als Wappen „in Silber zwei oder drei rote Spitzen“ führte, ist vermutlich 1340 im Mannesstamm erloschen. Durch spätere Zubauten erhielt das Anwesen seinen heutigen Charakter als zweistöckiges bäuerliches Wohnhaus, mit unverputzten Steinquadern im nördlichen Teil. Das Gebäude steht seit dem 24. Juli 1950 unter Denkmalschutz. Am 24. Februar 1992 erfolgte die weitergehende Unterschutzstellung von Seiten des Südtiroler Landesdenkmalamtes.